# 光本正輝
光本 正輝（みつもと　まさてる）は、日本の柔道家。階級は軽中量級(70kg級)。

## 経歴
天理高校1年と2年の時にインターハイ団体戦で2連覇を果たした。3年の時にはインターハイの個人戦中量級で優勝を飾ったが、団体戦では2位に終わり3連覇はならなかった。天理大学へ進むと、2年の時にはロンドンで開催された世界学生の軽中量級で優勝した。さらに、団体戦でもチームの優勝に貢献した。全日本学生選手権の軽量級では決勝で日大の吉村和郎を送足払の技ありで破って優勝を果たした。3年の時には優勝大会決勝で明治大学を破って優勝を飾った。4年の時には優勝大会の決勝で東京教育大学を破って2連覇を達成した。引退後は姫路市で｢みくにの接骨院｣を開業した。

## 戦績
- 1968年 -　インターハイ　団体戦　優勝
- 1969年 -　インターハイ　団体戦　優勝
- 1970年 -　インターハイ　個人戦　中量級　優勝　団体戦　2位
- 1972年 -　世界学生　個人戦　中量級　優勝 　団体戦　優勝
- 1972年 -　全日本学生選手権 軽量級　優勝
- 1973年 -　優勝大会　優勝
- 1974年 -　優勝大会　優勝

(出典、JudoInside.com)。